# Karanganom (onderdistrict)
Karanganom is een onderdistrict (kecamatan) in het regentschap Klaten in de Indonesische provincie Midden-Java op Java, Indonesië.
| Plaats code | Naam kelurahan, plaatsen en dorpen | Inwoners in 2010 |
| ----------- | ---------------------------------- | ---------------- |
| 001         | Jambeyan                           | 1.543            |
| 002         | Jungkare                           | 1.755            |
| 003         | Kadirejo                           | 1.502            |
| 004         | Tarubasan                          | 2.438            |
| 005         | Troso                              | 2.236            |
| 006         | Blanceran                          | 3.421            |
| 007         | Kunden                             | 3.120            |
| 008         | Brangkal                           | 3.570            |
| 009         | Beku                               | 1.343            |
| 010         | Karangan                           | 3.069            |
| 011         | Karanganom                         | 2.300            |
| 012         | Padas                              | 1.762            |
| 013         | Soropaten                          | 1.915            |
| 014         | Jurangjero                         | 2.221            |
| 015         | Ngabeyan                           | 1.796            |
| 016         | Gledeg                             | 1.286            |
| 017         | Gempol                             | 1.921            |
| 018         | Pondok                             | 1.897            |
| 019         | Jeblog                             | 1.217            |